# مارك هوارد (لاعب كرة قدم)
مارك هوارد (بالإنجليزية: Mark Howard) (و. 1986  م) هو لاعب كرة قدم، من المملكة المتحدة، ولد في ساوثوورك، يلعب كحارس مرمى.

## روابط خارجية
- مارك هوارد على موقع قاعدة بيانات كرة القدم.إي يو (الإنجليزية)
- مارك هوارد على موقع Soccerbase.com (لاعب) (الإنجليزية)
- مارك هوارد على موقع Soccerway.com (الإنجليزية)
- مارك هوارد على موقع عالم كرة القدم.نت (الإنجليزية)